# Liste der Biografien/Ih
Liste der Biografien |
Portal Biografien |
Personensuche
# |
A |
B |
C |
D |
E |
F |
G |
H |
I |
J |
K |
L |
M |
N |
O |
P |
Q |
R |
S |
T |
U |
V |
W |
X |
Y |
Z |
?
 
Ia |
Ib |
Ic |
Id |
Ie |
If |
Ig |
Ih |
Ii |
Ij |
Ik |
Il |
Im |
In |
Io |
Ip |
Iq |
Ir |
Is |
It |
Iu |
Iv |
Iw |
Ix |
Iy |
Iz
Die Liste der Biografien führt alle Personen auf, die in der deutschsprachigen Wikipedia einen Artikel haben. Dieses ist eine Teilliste mit 140 Einträgen von Personen, deren Namen mit den Buchstaben „Ih“ beginnt.

## Ih

### Iha
- Iha, altägyptischer Beamter
- Iha, Fuyū (1876–1947), japanischer Linguist und Volkskundler
- Iha, James (* 1968), US-amerikanischer MusikerJames Iha (* 1968)

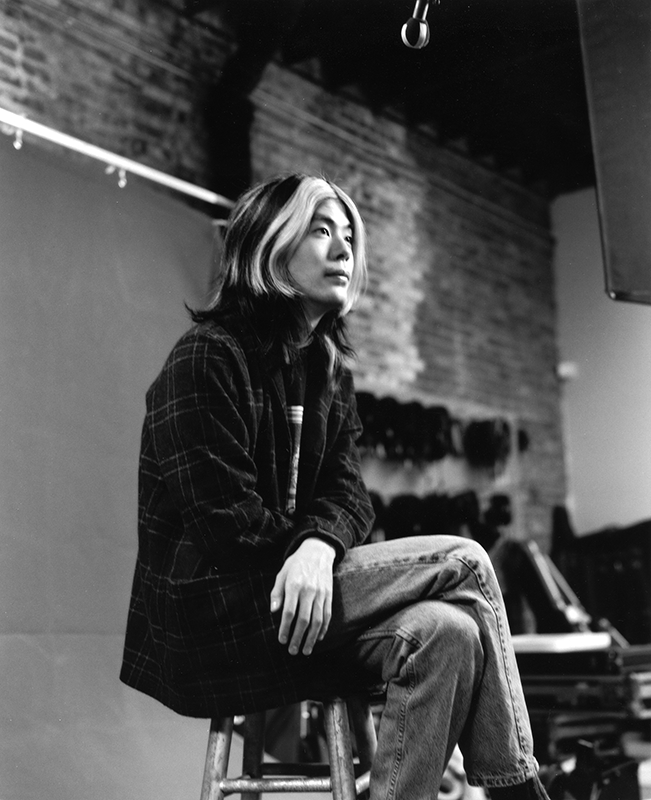
James Iha (* 1968)

- Ihab, Mohamed (* 1989), ägyptischer Gewichtheber
- Ihaka, Ross (* 1954), neuseeländischer Statistiker
- Ihalainen, Marianne (* 1967), finnische Eishockeyspielerin und -trainerin
- Ihan, Alojz (* 1961), slowenischer Mikrobiologe, Immunologe, Dichter und Schriftsteller
- Ihara, Keiko (* 1973), japanische Autorennfahrerin
- Ihara, Masami (* 1967), japanischer Fußballspieler und -trainer
- Ihara, Saikaku (1642–1693), japanischer Schriftsteller
- Ihara, Shintarō (* 1991), japanischer Fußballspieler
- Ihara, Yasuhide (* 1973), japanischer Fußballspieler
- Ihara, Yasutaka (* 1938), japanischer Mathematiker
- Iharoš, Marko (* 1996), kroatischer Fußballspieler
- Iharos, Sándor (1930–1996), ungarischer Leichtathlet
- Ihász, Kornélia (1931–2022), ungarische Eisschnellläuferin und Radsportlerin
- Ihata, Shōtarō (* 1987), japanischer Fußballspieler
- Ihattaren, Mohamed (* 2002), niederländisch-marokkanischer FußballspielerMohamed Ihattaren (* 2002)

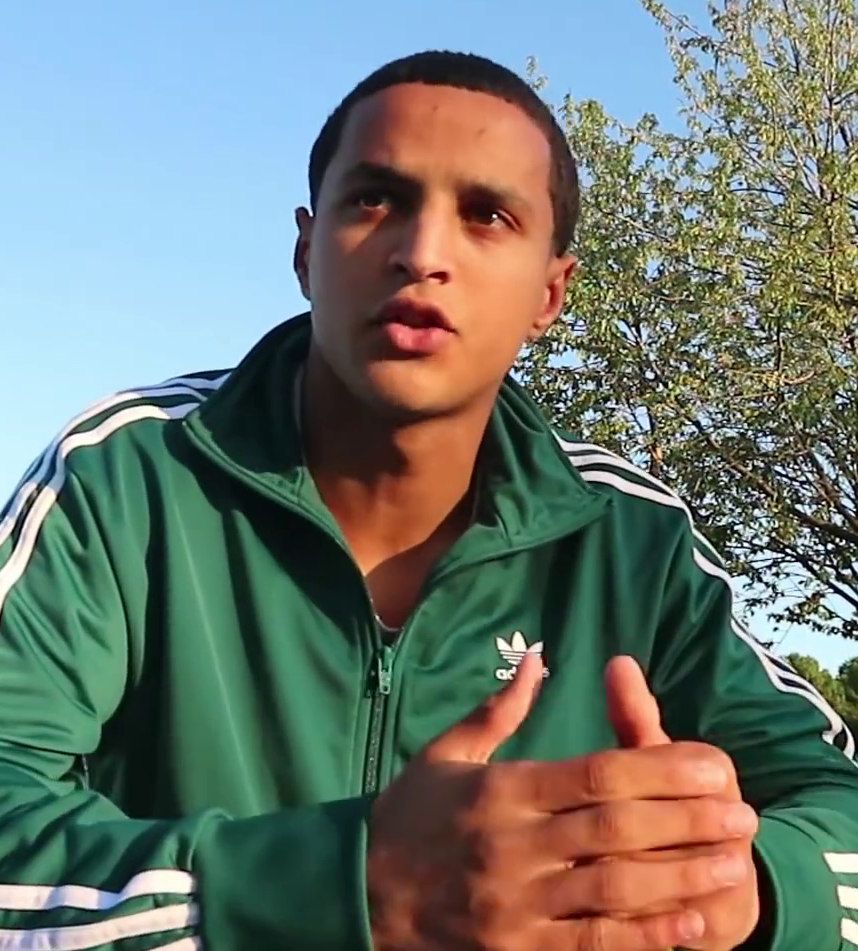
Mohamed Ihattaren (* 2002)

### Ihb
- Ihbe, Ernst (1913–1992), deutscher Radrennfahrer
- Ihbeisheh, Jaka (* 1986), slowenisch-palästinensischer Fußballspieler

### Ihd
- Ihde, Aaron J. (1909–2000), US-amerikanischer Chemiehistoriker
- Ihde, Adolf (1881–1959), deutscher Jurist und Politiker
- Ihde, Don (1934–2024), US-amerikanischer Philosoph
- Ihde, Georg (* 1943), deutscher Politiker (FDP), MdL Mecklenburg-Vorpommern
- Ihde, Gösta B. (1938–2021), deutscher Betriebswirt, Logistikwissenschaftler und Hochschullehrer
- Ihde, Horst (1935–2014), deutscher Amerikanist
- Ihde, Wilhelm, deutscher Autor und NS-Funktionär

### Ihe
- Iheagwam, Tina (* 1968), nigerianische Sprinterin
- Iheanacho, Ifeoma (* 1988), nigerianische Ringerin
- Iheanacho, Kelechi (* 1996), nigerianischer Fußballspieler
- Ihedioha, Hanna (* 1997), deutsche Snowboarderin
- Ihemeje, Emmanuel (* 1998), italienischer Leichtathlet nigerianischer Herkunft
- Ihenem, altägyptischer Umrisszeichner
- Ihering, Herbert (1888–1977), deutscher Journalist und TheaterkritikerHerbert Ihering (1888–1977)

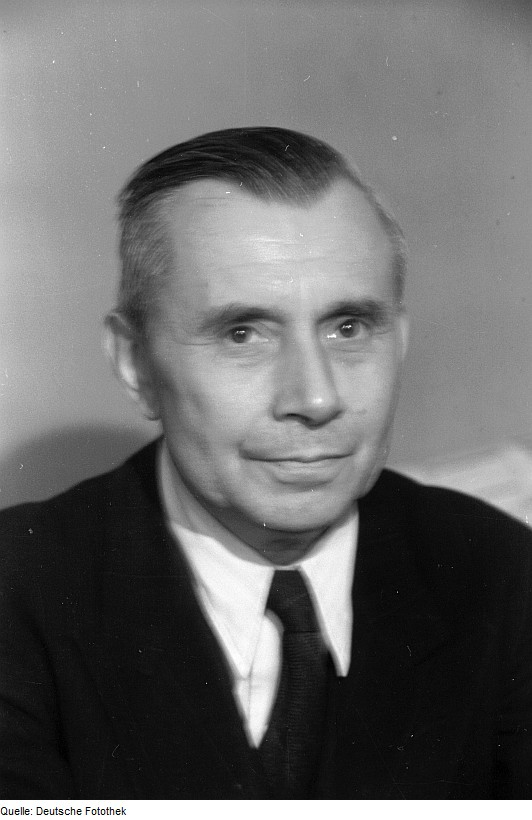
Herbert Ihering (1888–1977)

- Ihering, Hermann von (1850–1930), deutscher Zoologe und Paläontologe
- Ihering, Rodolpho von (1883–1939), deutscher Zoologe

### Ihi
- Ihily, Simei (* 1959), französischer Fußballspieler
- Ihimaera, Witi (* 1944), neuseeländischer Autor

### Ihl
- Ihlau, Fritz (1909–1995), deutscher Komponist und Musiker
- Ihlau, Olaf (* 1942), deutscher Autor
- Ihle, Andrea (1953–2023), deutsche Opernsängerin (Sopran)
- Ihle, Andreas (* 1979), deutscher Kanute
- Ihle, Babette (1871–1943), badische Mundartdichterin
- Ihle, Denny (* 1984), deutscher Eisschnellläufer
- Ihle, Franz (1933–2021), deutscher Politiker (CSU), MdL
- Ihle, Hans Joachim (1919–1997), deutscher Bildhauer
- Ihle, Heini (* 1941), deutscher Skispringer
- Ihle, Herbert (* 1944), deutscher Bildhauer
- Ihle, Hugo (1856–1921), sächsischer Generalmajor
- Ihle, Jens (* 1972), deutscher Basketballfunktionär
- Ihle, Johann Abraham (* 1627), deutscher Astronom
- Ihle, Johann Eberhard (1727–1814), deutscher Maler
- Ihle, Nico (* 1985), deutscher Eisschnellläufer
- Ihle, Peter (* 1937), deutscher Politiker (CDU), Bürgermeister der Stadt Heiligenhaus
- Ihle, Philipp Jakob (* 1736), deutscher Kunstmaler und Porzellanmaler sowie Hofmaler des Prinzen Friedrich Eugen von Württemberg
- Ihle, Thomas (* 1974), deutscher Entomologe und Zoologe
- Ihle, Tobias (1924–2008), deutscher Kirchenmusiker
- Ihle, Wolfgang (* 1956), deutscher Fußballspieler
- Ihlée, Eduard (1812–1885), deutscher Historienmaler und Porträtmaler der Düsseldorfer Schule
- Ihlée, Johann Jakob (1762–1827), deutscher Schriftsteller, Theaterleiter und Librettist
- Ihlefeld, Heli (* 1935), deutsche Journalistin
- Ihlefeld, Herbert (1914–1995), deutscher Militär, Oberst der deutschen Wehrmacht
- Ihlen, Marianne (1935–2016), norwegische Muse des Schriftstellers Axel Jensen und des Sängers Leonard Cohen
- Ihlenburg, Fritz (* 1896), deutscher Lehrer und NS-Funktionär
- Ihlenburg, Toma (* 2002), deutsche Fußballspielerin
- Ihlenfeld, Andreas von, Offizier im Dreißigjährigen Krieg
- Ihlenfeld, Fritz von (1588–1655), mecklenburgischer Offizier, Hofmeister und Amtshauptmann
- Ihlenfeld, Hans-Ulrich (* 1963), deutscher Politiker (CDU)
- Ihlenfeld, Horst (1926–2007), deutscher Leichtathlet
- Ihlenfeld, Kurt (1901–1972), deutscher evangelischer Pfarrer und Schriftsteller
- Ihlenfeldt, Hans-Dieter (1932–2023), deutscher Botaniker
- Ihler, Johannes (1899–1976), deutscher Politiker (SPD), MdBB
- Ihlert, Heinz (1893–1945), deutscher Kulturfunktionär
- Ihling, Christoph (* 1985), deutscher Politiker (CDU)
- Ihling, Horst (1932–2021), deutscher Ingenieur und Sachbuchautor
- Ihly, Nikodemus (* 1882), deutsch-russischer römisch-katholischer Geistlicher und Märtyrer
- Ihly, Robert (* 1963), deutscher Leichtathlet und Olympiateilnehmer

### Ihm
- Ihm, Christoph Friedrich (1767–1844), Politiker Freie Stadt Frankfurt
- Ihm, Max (1863–1909), deutscher Klassischer Philologe
- Ihm, Peter (1926–2014), deutscher Bioinformatiker
- Ihm, Sibylle (* 1965), deutsche Altphilologin
- Ihm, Ulla (* 1981), deutsche Sängerin
- İhmalyan, Vartan (1913–1987), türkisch-armenischer Schriftsteller und Bauingenieur
- Ihme, Burkhard (* 1954), deutscher Comiczeichner und Liedermacher
- Ihme, Falko (1940–2023), deutscher Industriekaufmann, Wirtschaftsinformatiker und ehemaliger Hochschulprofessor
- Ihme, Friedrich (1834–1915), deutscher evangelisch-lutherischer Theologe im Elsaß
- Ihme, Hans-Friedrich (* 1940), deutscher Komponist und Musiker
- Ihme, Hans-Martin (1934–2010), deutscher Physiker und bildender Künstler
- Ihmels, Carl (1888–1967), deutscher evangelisch-lutherischer Theologe und Publizist
- Ihmels, Karl (* 1941), deutscher Politiker (SPD) und Jurist
- Ihmels, Ludwig (1858–1933), deutscher evangelisch-lutherischer Theologe und Landesbischof von Sachsen
- Ihmels, Werner (1926–1949), deutscher Student der evangelischen Theologie
- Ihmori, Teizo (* 1851), japanischer Konstrukteur von Mikrowaagen

### Ihn
- Ihn, Friedrich (1885–1916), deutscher Kapitänleutnant der Kaiserlichen Marine
- Ihn, Max (1890–1983), deutscher Manager bei Krupp
- Ihnacak, Brian (* 1985), italo-kanadischer Eishockeyspieler und -scout
- Ihnačák, Miroslav (* 1962), slowakischer Eishockeyspieler und -trainer
- Ihnačák, Peter (* 1957), slowakischer Eishockeyspieler und -trainer
- Ihnat, Steve (1934–1972), kanadischer Schauspieler
- Ihnatenko, Danylo (* 1997), ukrainischer Fußballspieler
- Ihnatenko, Wolodymyr (* 1955), sowjetisch-ukrainischer Sprinter
- Ihnazik, Uladsimir (* 1990), belarussischer Tennisspieler
- Ihnazjewa, Tazzjana (* 1974), belarussische Tennisspielerin
- Ihne, Egon (1859–1943), deutscher Gymnasialprofessor und Phänologe
- Ihne, Ernst von (1848–1917), deutscher ArchitektErnst von Ihne (1848–1917)

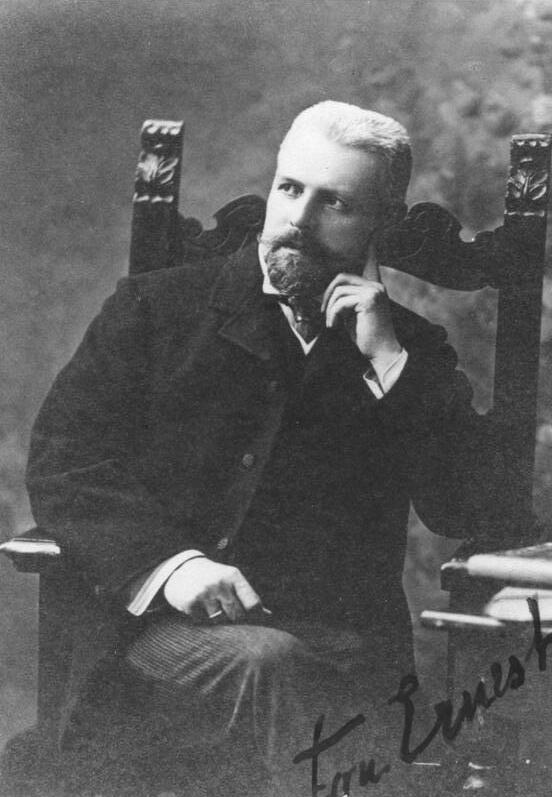
Ernst von Ihne (1848–1917)

- Ihne, Hartmut (* 1956), deutscher Politikwissenschaftler und Philosoph
- Ihne, Wilhelm (1821–1902), deutscher Altphilologe und Historiker
- Ihnen, Carl († 1905), deutscher Hof-Uhrmacher und Verbandsfunktionär
- Ihnen, Ulla (* 1956), deutsche Politikerin (FDP), Staatssekretärin und Erste Kreisrätin
- Ihnen, Wiard (1897–1979), US-amerikanischer Artdirector und Szenenbildner
- Ihnow, Michael (* 1969), deutscher Schauspieler, Regisseur und Choreograph
- Ihns, Gerd (1926–2015), deutscher Fußballspieler und -trainer

### Iho
- Ihori, Kazuaki (* 2001), japanischer Fußballspieler
- Ihorst, Luc (* 2000), deutscher FußballspielerLuc Ihorst (* 2000)

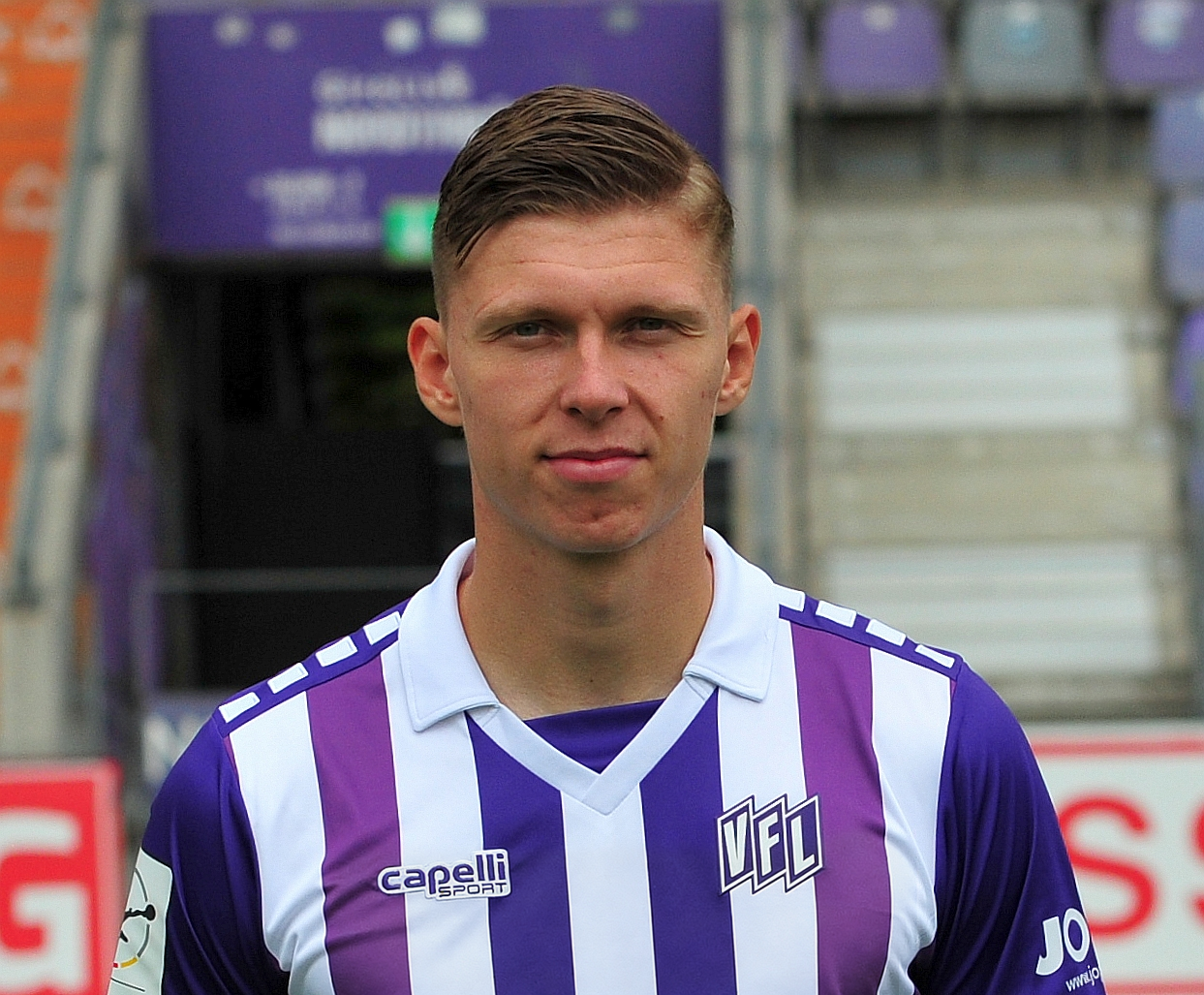
Luc Ihorst (* 2000)

### Ihr
- Ihre, Johan (1707–1780), schwedischer Linguist
- Ihre, Thomas (1659–1720), schwedischer Theologe
- Ihrer, Emma (1857–1911), deutsche Politikerin (SPD) und Gewerkschafterin
- Ihrie, Peter (1796–1871), US-amerikanischer Politiker
- Ihrig, Jakob (1866–1941), Odenwälder Original
- Ihrig, Stefan, Historiker
- Ihrig, Tevin (* 1995), deutscher Fußballspieler
- Ihrig, Wilfried (* 1953), deutscher Literaturwissenschaftler
- Ihring, Dietrich Christoph (1669–1740), Bürgermeister von Kassel
- Ihringer, Hermann (1881–1960), deutscher Gastronom, Hotelier und Weingutsbesitzer
- Ihringer, Thomas (1953–2015), deutscher Mathematiker und Professor an der Technischen Universität Darmstadt
- Ihringk, Dietrich Christoph (1727–1781), deutscher Jurist, Hochschullehrer, hoher hessen-kasselischer Beamter und Freimaurer
- Ihringová, Alexandra (* 1975), britische Schiedsrichterin
- Ihrke, Bodo (* 1955), deutscher Kommunalpolitiker
- Ihrke, Carl (1921–1983), deutscher Maler, Grafiker und Bildhauer
- Ihrler, Jakob (1791–1852), deutscher Steinmetzmeister und Steinbruchbesitzer
- Ihrt, Fred (1918–2005), deutscher Pressefotograf

### Ihs
- Ihsahn (* 1975), norwegischer Metal-MusikerIhsahn (* 1975)

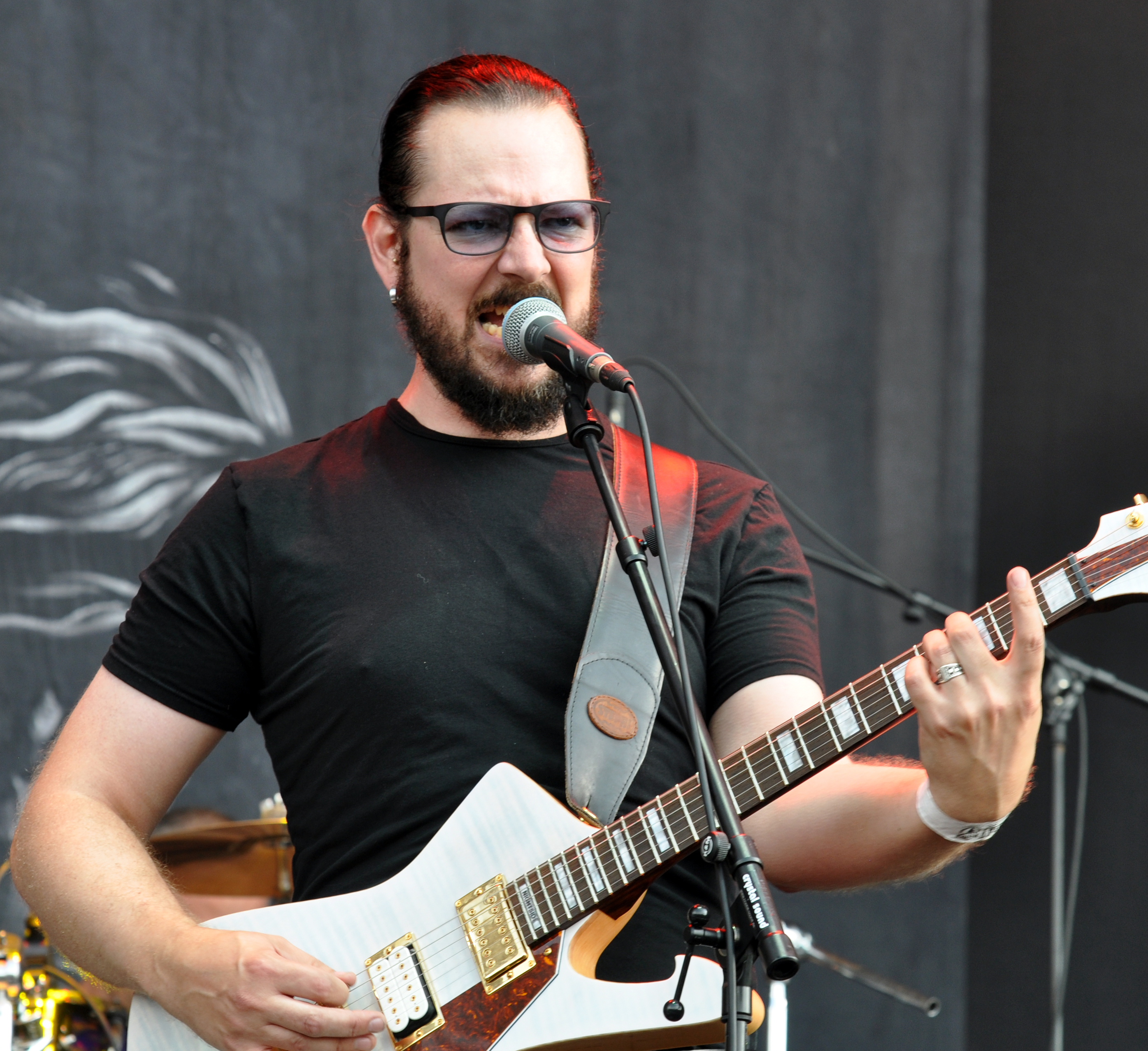
Ihsahn (* 1975)

- Ihsan Nuri Pascha († 1976), kurdischer Revolutionär
- Ihsandi Hadmadi, Fikri (* 1995), indonesischer Badmintonspieler
- İhsanoğlu, Ekmeleddin (* 1943), türkischer Akademiker, Diplomat und Präsidentschaftskandidat
- Ihsas, Omer (* 1958), sudanesischer Musiker
- Ihse, Ernst (1872–1964), deutsch-baltischer Klavierbauer
- Ihsen, Susanne (1964–2018), deutsche Sozialwissenschaftlerin
- Ihßen, Max Hans Karl Adolf Heinrich Hermann (1830–1887), königlich preußischer Generalmajor und zuletzt Kommandeur in die 15. Infanteriebrigade

### Ihy
- Ihychenet, Vorsteher der Doppelscheune